# Rhipidocephala distincta
Rhipidocephala distincta là một loài ruồi trong họ Asilidae. Rhipidocephala distincta được Oldroyd miêu tả năm 1966. Loài này phân bố ở vùng nhiệt đới châu Phi.